# Philip 1. af Hessen
Landgreve Philip 1. af Hessen (tysk: Philipp I.) også kaldet Philip den Ædelmodige (tysk: Philipp der Großmütige; latin: Philippus Magnanimus), (født 14. november 1504 i Marburg i Hessen (Tyskland), død 31. marts 1567 i Kassel) var en tysk territorialfyrste og reformator, som indførte den lutherske reformation i sit fyrstedømme i 1526, og som i 1540 indgik et  ægteskab nummer to – med Martin Luthers tilgivelse. Han kaldes "Den politiske protestantismes far".

## Philip bliver lutheraner
Philip blev tiltrukket af den lutherske reformation omkring 1524; sandsynligvis under indflydelse af Melanchthon.
Samme sommer forordnede han, at Evangeliet skulle forkyndes "rent". Spørgsmålet er, om det for Philip drejede sig om en religiøs overbevisning eller at få magt over kirken. Hans territorium var på mange måder presset af fyrstærkebispedømmet Mainz, Tysklands mægtigste og største ærkebispedømme. Philips beslutning fik straks politisk betydning, men der findes vidnesbyrd om Philips personlige fromhed. 
Under bondekrigen slog Philip hurtigt oprørerne ned i Fulda og Hersfeld i 1525. Samtidig begyndte den åbne politisering af reformationen. I 1525 dannede Georg af Sachsen og ærkebiskop Albrecht af Mainz-Magdeburg Dessau-forbundet til beskyttelse mod nye oprør og mod "den lutherske sekt", mens Hessen og Kursachsen indgik «Gotha-Torgau-alliancen» den 27. februar 1526.
Efter rigsdagen i Speyer i 1526 fremmede Philip resolut indførelsen af reformationen og foretog visitatser af klostrene og indhentede oplysninger om deres formue. Ved synoden i Homburg i oktober 1526 vedtog de hessiske stænder en katolsk reformplan skrevet af franciskaneren Franz Lambert af Avignon («Reformatio ecclesiarum Hassiae»). Men efter råd fra Martin Luther undlod Philip at gennemføre den. Den hessiske kirke gled dermed helt ud af Luthers saksiske reformation, hvad der fik stor politisk betydning. 
Philip betragtede kirkens fornyelse som et fremme af almenvellet. Den formue, som han inddrog fra klostrene, benyttede han til at grundlægge Philipp-Universitet i Marburg (30. maj 1527). Han oprettede også en fælleskasse for de fattige og grundlagde fire hospitaler i Merxhausen, Haina, Gronau og Hofheim. Ved aftalen i Hitzkirchen i 1528 sikrede han sig den kirkelige domsmyndighed i Hessen af ærkebiskoppen i Mainz.

## Arbejde for protestantisk enhed
Det var Philip som tog initiativet til religionssamtalerne i Marburg i oktober 1529 mellem Luther og Zwingli. Deres samtaler beredte også grunden for det schmalkaldiske forbund af den 27. februar 1531.
I 1534/35 kom han til undsætning med våbenhjælp, da radikale gendøbere fordrev biskop Franz von Waldeck fra Münster. 
Der var også politiske grunde til, at Philip var interesseret i protestantisk enhed (Wittenberg-konkordien 1536). En af frugterne af omgangen med gendøberne blev den såkaldte Ziegenhainer Zuchtordnung af 1539 med indførelsen af konfirmationen og af seniorembeder i den hessiske kirke, som siden 1531 var ledet af seks superintendenter (i Kassel, Marburg, Rotenburg, Alsfeld, Darmstadt og St. Goar).

## Den schmalkaldiske krig
Under den schmalkaldiske krig 1546/47 måtte Philip underkaste sig kejserens nåde; kejser Karl 5. holdt ham  fængslet til 1552 med traktaten eller aftalen i Passau.
Forsøg på at tilbageføre reformationen i Hessen slog fejl på grund af sognepræsternes og menighedernes modstand.
Efter Philips død i 1567 blev Hessen delt mellem hans fire sønner:
- Vilhelm 4. af Hessen-Kassel fik Hessen-Kassel
- Ludvig 4. af Hessen-Marburg fik Hessen-Marburg
- Filip 2. af Hessen-Rheinfels fik Hessen-Rheinfels
- Georg 1. af Hessen-Darmstadt fik Hessen-Darmstadt